# ريتشارد بارثلميس
ريتشارد بارثلميس (بالإنجليزية: Richard Barthelmess)‏ مواليد 9 مايو 1895 في نيويورك، الولايات المتحدة - الوفاة 17 أغسطس 1963 في ساوثهامبتون، الولايات المتحدة، هو ممثل أمريكي بدأ مسيرته الفنية سنة 1916. من أعماله دورية الفجر. امتدت مسيرته الفنية لأكثر من 26 عاما.

## روابط خارجية
- ريتشارد بارثلميس على موقع IMDb (الإنجليزية)
- ريتشارد بارثلميس على موقع ألو سيني (الفرنسية)
- ريتشارد بارثلميس على موقع تيرنر كلاسيك موفيز (الإنجليزية)
- ريتشارد بارثلميس على موقع أول موفي (الإنجليزية)
- ريتشارد بارثلميس على موقع قاعدة بيانات برودواي على الإنترنت (الإنجليزية)
- ريتشارد بارثلميس على موقع قاعدة بيانات الأفلام السويدية (السويدية)
- ريتشارد بارثلميس على موقع إن إن دي بي (الإنجليزية)
- ريتشارد بارثلميس على موقع قاعدة بيانات الفيلم (الإنجليزية)
- ريتشارد بارثلميس على موقع كينوبويسك (الروسية)